# Сардик (притока Кільмезі)
Сарди́к (рос. Сардык) — річка в Удмуртії (Селтинський район), Росія, права притока Кільмезю.
Річка починається з невеликого болота за 2 км на південний схід від села Амани. Протікає спочатку на південь, потім повертає на південний схід, в нижній течії повертається до південного напрямку. Впадає до Кільмезі за 3 км вище села Юберинський Перевоз. Річка протікає майже повністю через лісові масиви, приймає декілька дрібних приток (найбільша ліва Кучум), береги заболочені.
На річці розташоване село Копки, де створено став та автомобільний міст. Нижче села, на півдорозі до гирла Кучума, збудовано ще один став площею 0,1 км².